# Ján Murgaš
Ján Murgaš (* 27. März 2004) ist ein slowakischer Fußballspieler.

## Karriere

### Verein
Murgaš begann seine Karriere beim ŠK Slovan Bratislava. Im Januar 2018 wechselte er nach Österreich zum SC Engelhartstetten. Zur Saison 2018/19 wechselte er in die Akademie des FC Admira Wacker Mödling, in der er fortan sämtliche Altersstufen durchlief. Im April 2022 debütierte er für die Amateure der Admira in der drittklassigen Regionalliga. Bis zum Ende der Saison 2021/22 kam er sechsmal zum Zug.
Nach der Saison 2021/22 stellte Admira II den Spielbetrieb ein und fusionierte mit dem FCM Traiskirchen, in dessen Kader der Mittelfeldspieler daraufhin rückte. Im Februar 2023 gab Murgaš dann auch sein Debüt für die Profis der Admira in der 2. Liga, als er am 17. Spieltag der Saison 2022/23 gegen den SV Lafnitz in der 73. Minute für Wilhelm Vorsager eingewechselt wurde.

### Nationalmannschaft
Im März 2022 spielte Murgaš erstmals für die slowakische U-18-Auswahl. Im November 2022 debütierte er im U-19-Team.